# Vaillant Group
Vaillant Group er en tysk familieejet virksomhed indenfor opvarmning, køling og varmt vand. De udvikler og producerer produkter til bl.a. centralvarme, aircondition (HVAC) og ventilation.
Virksomheden har ca. 16.000 ansatte og en årsomsætning på 3,2 mia. euro. De har hovedkvarter i Remscheid, Nordrhein-Westfalen. Johann Vaillant begyndte en produktion af fittings i 1874. I 1894 tog han patent på en gas-fyret varmtvandsbeholder.

## Mærker
Vaillant Group driver virksomhed i over 60 lande og kendes under navne som:
Vaillant (Tyskland), Saunier Duval (Frankrig), awb (Nederlandene), Bulex (Belgien), DemirDöküm (Tyrkiet), Glow-worm (Storbritannien),
Hermann Saunier Duval(Italien) og Protherm (Tjekkoslovakiet).